# Котлакса
Котлакса — деревня в Сокольском районе Вологодской области.
Входит в состав Двиницкого сельского поселения, с точки зрения административно-территориального деления — в Двиницкий сельсовет. Расположена к югу от автодороги А123.
Расстояние по автодороге до районного центра Сокола — 39 км, до центра муниципального образования Чекшина — 3 км. Ближайшие населённые пункты — Чекшино, Пыхмарево, Глебово.
По переписи 2002 года население — 30 человек (17 мужчин, 13 женщин). Всё население — русские.